# Laurence Trochu
Laurence Trochu (ur. 4 lipca 1973 w Nantes) – francuska polityk, nauczycielka i działaczka samorządowa, posłanka do Parlamentu Europejskiego X kadencji.

## Życiorys
Ukończyła studia z zakresu filozofii, pracowała jako nauczycielka tego przedmiotu. Była związana z Republikanami, pełniła funkcje rzeczniczki François Fillona i członkini biura politycznego partii. Zasiadała w radzie miejscowości Guyancourt (2014–2020) oraz departamentu Yvelines (2015–2021). W 2018 została przewodniczącą organizacji Sens commun, przemianowanej później na Mouvement conservateur i będącej ruchem politycznym promującym wartości konserwatywne.
W kampanii prezydenckiej w 2022 wspierała Érica Zemmoura, dołączyła do założonego przez niego ugrupowania Reconquête. W czerwcu 2024 z jego ramienia uzyskała mandat eurodeputowanej X kadencji. W tym samym miesiącu poparła współpracę ze Zjednoczeniem Narodowym w rozpisanych przez prezydenta wyborach parlamentarnych, za co została przez Érica Zemmoura wykluczona z partii.

## Życie prywatne
Jest mężatką, ma sześcioro dzieci.